# Exochus bicoloripes
Exochus bicoloripes är en stekelart som beskrevs av Kusigemati 1971. Exochus bicoloripes ingår i släktet Exochus och familjen brokparasitsteklar. Inga underarter finns listade i Catalogue of Life.